# Christopher Bainbridge
Christopher Bainbridge (Hilton, 1464 circa – Roma, 14 luglio 1514) è stato un cardinale inglese.

## Biografia
Nacque in Inghilterra, nel villaggio di Hilton, presso Appleby in Westmorland, attorno al 1464.
Vescovo di Durham dal 27 agosto 1507, il 22 settembre 1508 fu trasferito alla sede metropolitana di York e nominato Primate d'Inghilterra.
Ambasciatore di Enrico VIII presso il pontefice, papa Giulio II lo creò cardinale-presbitero del titolo dei Santi Marcellino e Pietro nel concistoro del 10 marzo 1511: in seguito, optò per il titolo di Santa Prassede.
Partecipò al Concilio Lateranense V.
Morì il 14 luglio 1514, avvelenato da un suo servo. È sepolto al Venerabile Collegio Inglese di Roma.

## Successione apostolica
La successione apostolica è:
- Vescovo Thomas Ruthall (1509)